# Saint-Étienne-de-Villeréal
Saint-Étienne-de-Villeréal ist eine französische Gemeinde mit 266 Einwohnern (Stand 1. Januar 2022) im Département Lot-et-Garonne in der Region Nouvelle-Aquitaine (vor 2016: Aquitanien). Die Gemeinde gehört zum Arrondissement Villeneuve-sur-Lot und zum Kanton Le Haut Agenais Périgord (bis 2015: Kanton Villeréal).

## Geographie
Saint-Étienne-de-Villeréal liegt ca. 25 Kilometer nordnordöstlich von Villeneuve-sur-Lot in dessen Einzugsbereich (Aire urbaine) in der historischen Provinz Agenais.
Umgeben wird Saint-Étienne-de-Villeréal von den vier Nachbargemeinden:
|                       | Villeréal                                   |          |
| Saint-Eutrope-de-Born | Kompassrose, die auf Nachbargemeinden zeigt | Dévillac |
|                       | Laussou                                     |          |

## Einwohnerentwicklung
Nach Beginn der Aufzeichnungen erreichte die Einwohnerzahl bis zur Mitte des 19. Jahrhunderts einen Stand von rund 650. In der Folgezeit sank die Größe der Gemeinde bei kurzen Erholungsphasen bis zu den 1960er Jahren auf rund 300 Einwohner.
| Jahr      | 1962 | 1968 | 1975 | 1982 | 1990 | 1999 | 2006 | 2011 | 2022 |
| --------- | ---- | ---- | ---- | ---- | ---- | ---- | ---- | ---- | ---- |
| Einwohner | 303  | 271  | 230  | 222  | 233  | 267  | 280  | 302  | 266  |

## Sehenswürdigkeiten
- Kirche Saint-Étienne